# Слубице
Слубѝце (на полски: Słubice; на немски: Frankfurt (Oder)-Dammvorstadt) е град в Западна Полша, Любушко войводство. Административен център е на Слубишки окръг, както и на градско-селската Слубишка община. Заема площ от 19,21 км2. Към 2011 година населението му възлиза на 16 480 души.